# Svisjtov
Svisjtov (bulgariska: Свищов, äldre namn Sistova) är en stad i kommunen Obsjtina Svisjtov och regionen Veliko Tărnovo i Bulgarien som ligger på högra stranden av Donau, knappt 235 kilometer nordost om Sofia.
I Svisjtov når Donau sin sydligaste punkt (43°37'N). Staden hade 34 488 invånare i slutet av 2007.

## Historia
Svisjtov identifieras med den romerska kolonin Novae, som nämns av Ptolemaios. Den exakta platsen tycks ha varit Staklen, väster om den nuvarande staden, som gradvis har flyttats österut sedan 1500-talet, då den nästan förstördes i krig. I Svisjtov slöts 1790 den fred genom vilken gränsen mellan Österrike och Osmanska riket fastställdes. Staden brändes 1810 av ryska trupper, men efter 1820 började den återuppbyggas, och införandet av ångbåtstrafik på nedre Donau 1835 gjorde den välmående igen.